# Саров
Саров (на руски: Саров) е затворен град и наукоград в Русия, разположен в градски окръг Саров, Нижегородска област. Населението на града през 2015 година е 94 417 души. В града се намира научноизследователски институт, работещ за руската ядрена програма.

## История
Селището е основано през 1691 година, като през 1951 година получава статут на град. Носило е имената Арзамас-75 (до 1971 г.), Арзамас-16 (до 1991 г.) и Кремльов (до 1995 г.).

## Побратимени градове
- Лос Аламос, САЩ (от 1993 г.)
- Нови Афон, Абхазия (от 2007 г.)
- Сергиев Посад, Русия (от 2007 г.)